# 사법 파동
사법 파동은 법원의 내부에서 법원 고위층 혹은 정치계의 결정에 항의하여 벌어진 항명으로 1971년 이후 2018년까지 6차례의 사법 파동이 있었다.

## 제1차 사법 파동
1971년 서울지검의 공안부 검사 이규명이 향응접대를 이유로 이범렬 부장판사와 최공웅 판사, 이남영 서기관의 구속영장을 청구하면서 최초로 사법 파동이 벌어졌다. 전국법원판사 455명중 150여명의 판사들은 이것이 판사 개인에 대한 비리가 아니라 검찰이 기소한 공안사건에 대해 법원이 무죄판결을 내린 것에 대한 보복조치로 간주하고 집단으로 사표를 제출하였다. 박정희 대통령이 직접 사태를 무마하였는데 물의를 빚은 검사는 문책 인사를 당하였고 향응을 받은 판사는 사퇴하였다. 문제를 제기한 판사들은 사표를 철회하였다.
1971년 당시 헌법은 제26조에서 국가배상청구권을 규정했다. 즉 공무원의 직무상 불법행위로 손해를 입은 국민은 국가 또는 공공단체에 배상을 청구할 수 있다는 것이다. 그런데 국가배상청구권을 구체화하기 위한 법인 국가배상법은 제2조 1항 단서에서 피해자가 군인·군속 등 특수신분인 경우에는 국가배상청구권을 제한하는 규정을 두었다. 이 규정이 위헌심판이라고 제청되자, 대법원은 우선 법원조직법에 대한 위헌결정을 했다. 당시 법원조직법 제59조 1항 단서는 대법원판사 전원의 2/3의 출석과 출석위원 2/3의 찬성이 있어야 위헌심판이 가능하도록 했다. 대법원에 따르면 합의정족수를 제한하는 경우에는 반드시 헌법 자체에서 규정해야 하고, 헌법의 근거없이 법원의 심사권을 제한할 수 없기 때문이라는 것이다. 이어 대법원은 국가배상법 제2조 1항 단서조항을 인간의 존엄, 평등권, 국가배상청구권에 반한다는 이유로 위헌결정했다.
당시 이 결정의 파급효과는 정부에게 10억~40억 원의 재정부담을 주는 것이었다. 법원의 이 결정에 대한 정부의 보복조치라고 판단되는 다음의 사건이 뒤따랐다. 1971년 7월 6일 서울지방검찰청 공안부 검사들이 서울형사지방법원 항소 3부의 2판사와 입회서기에 대해 구속영장을 신청한 것이다. 피의사실은 재판부가 제주시로 증인검증을 위해 출장했을 때 비행기탑승료·주대(酒代)·여관비 등의 명목으로 9만여 원의 뇌물을 받았다는 것이다. 이 조치에 대해 법원은 보복조치라고 반발했고, 영장신청을 기각했다. 급기야 이 사건은 100여 명의 판사가 집단사표를 제출하기에 이르러 당시 사법부 및 정계에 일대 파란을 일으켰다. 이후 사법 파동은 주동자급 판사가 사임하는 것으로 끝났지만, 한국 사법사에 사법권의 침해를 적나라하게 보여준 사건이었다(→ 사법권의 독립). 사법 파동의 간접적인 계기가 되었던 국가배상법 조항은 유신헌법에서는 헌법에 직접 수용되어 위헌논란의 여지를 없앴고, 당시 위헌의견을 제출했던 대법원판사는 유신헌법의 시행 이후 모두 재임명에서 탈락되었다.

## 제2차 사법 파동
1987년 6·29 선언 이후 노태우 정부가 출범하고 불어닥친 민주화 열기에도 아랑곳없이 아무런 자기반성도 보이지 않자 1988년 2월, 일부 소장판사들은 사법부 수뇌부의 개편을 주장하는 《새로운 대법원 구성에 즈음한 우리들의 견해》라는 성명을 발표하였다.
서울·수원·부산·인천지역 소장판사 430여 명은 대법원장 선임문제와 관련, ‘법원 독립과 사법부 민주화’를 요구하는 서명에 참여했다. 6공정권이 유임시키려던 김용철 대법원장을 퇴진시키고 그 후임으로 이일규 대법원장을 취임케 하였다.

## 제3차 사법 파동
1993년 김영삼 정부가 출범한 이후 서울중앙지법 민사단독 판사들 40여명은 《사법부 개혁에 관한 건의문》을 통하여 "사법부의 자기반성 없이는 진정한 개혁이 이뤄질 수 없다"는 내용을 발표하였다. 그들은 법원의 독립성 확보를 위한 법관의 신분 보장과 법관회의를 요구하였고, 이로 인해 김덕주 대법원장이 사퇴하였다.

## 제4차 사법 파동(대법관 임명 제청 파동)
2003년 서울지법 북부지원의 박시환 판사가 대법관 인선 관행에 항의한 사건이다. 그는 《대법관 제청에 관한 소장 법관들의 의견》이라는 글을 올려 항의를 시작하였다. 비록 김용담 대법관이 예정대로 인선되었지만 4차 사법 파동으로 인해 열린 전국법관회의 이후에 전효숙 서울고법 부장판사가 여성 첫 헌법재판관, 김영란 대전고법 부장판사가 여성 첫 대법관이 되는 등 대법관 인선 관행이 획기적으로 개선되었다.

## 제5차 사법 파동
2009년, 신영철 대법관이 서울중앙지방법원장에 재직할 시절에 촛불집회 관련 사건에 대해 현행법대로 신속하게 재판할 것을 담당 판사들에게 이메일로 보냈다는 것이 언론에 보도되면서 대법원이 진상조사에 착수했고 신영철 대법관은 사상 최초로 윤리위원회에 회부되었다. 이에 진상조사단과 이용훈 당시 대법원장은 신영철 대법관에게 엄중 경고를 내렸으나, 파문이 쉽게 가라앉지 않으면서 소장판사들이 단독회의를 열었고 결국 박시환 당시 대법관이 이를 5차 사법 파동이라고 했다.

## 같이 보기
- 양승태 사법 농단 의혹